# Euó (República do Congo)
Euó (em 
kikongo: Ewo), é uma cidade e uma comuna da República do Congo, capital do departamento de Cuvette-Ouest. Situada às margens do rio Kouyou, Euó tinha uma população de 28 229 habitantes em 2023, data do último censo oficial do país.